# Variable aleatòria complexa
En la teoria de la probabilitat i l'estadística, les variables aleatòries complexes són una generalització de variables aleatòries de valor real a nombres complexos, és a dir, els possibles valors que pot prendre una variable aleatòria complexa són nombres complexos. Les variables aleatòries complexes sempre es poden considerar parelles de variables aleatòries reals: les seves parts reals i imaginàries. Per tant, la distribució d'una variable aleatòria complexa es pot interpretar com la distribució conjunta de dues variables aleatòries reals.
Alguns conceptes de variables aleatòries reals tenen una generalització senzilla a variables aleatòries complexes, per exemple, la definició de la mitjana d'una variable aleatòria complexa. Altres conceptes són exclusius de variables aleatòries complexes.
Les aplicacions de variables aleatòries complexes es troben en el processament de senyals digitals, modulació d'amplitud en quadratura i teoria de la informació.

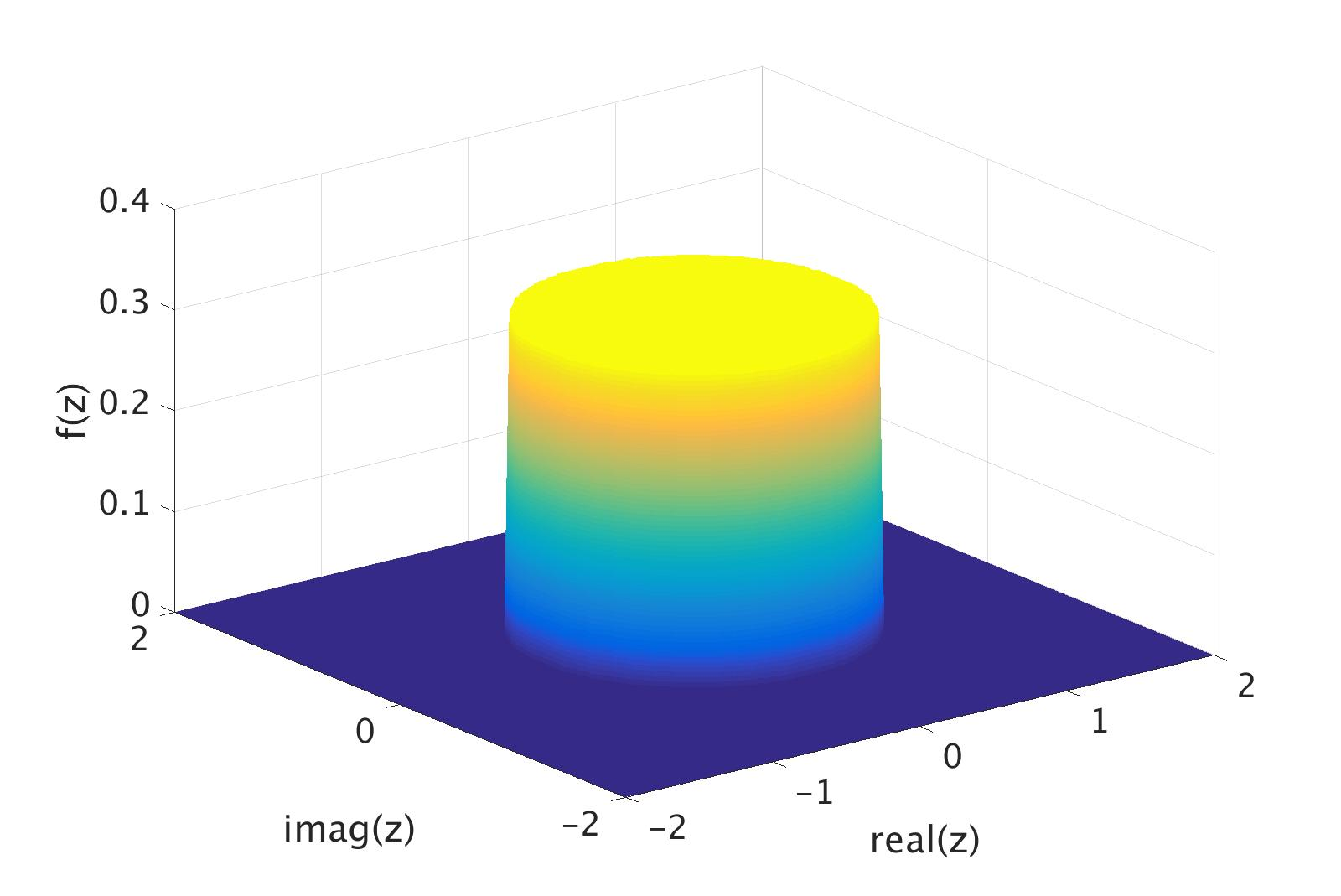
Gràfic de la funció de densitat de probabilitat d'una variable aleatòria complexa que es distribueix uniformement dins del cercle unitari.

## Definició
Una variable aleatòria complexa {\displaystyle Z} sobre l'espai de probabilitat {\displaystyle (\Omega ,{\mathcal {F}},P)} és una funció {\displaystyle Z\colon \Omega \rightarrow \mathbb {C} } tal que tant la seva part real {\displaystyle \Re {(Z)}} i la seva part imaginària {\displaystyle \Im {(Z)}} són variables aleatòries reals {\displaystyle (\Omega ,{\mathcal {F}},P)}.

### Funció de densitat de probabilitat
La funció de densitat de probabilitat d'una variable aleatòria complexa es defineix com {\displaystyle f_{Z}(z)=f_{\Re {(Z)},\Im {(Z)}}(\Re {(z)},\Im {(z)})}, és a dir, el valor de la funció de densitat en un punt {\displaystyle z\in \mathbb {C} } es defineix com a igual al valor de la densitat conjunta de les parts real i imaginària de la variable aleatòria avaluada en el punt {\displaystyle (\Re {(z)},\Im {(z)})} .
Una definició equivalent ve donada per {\displaystyle f_{Z}(z)={\frac {\partial ^{2}}{\partial x\partial y}}P(\Re {(Z)}\leq x,\Im {(Z)}\leq y)} on {\displaystyle x=\Re {(z)}} i {\displaystyle y=\Im {(z)}}. Com en el cas real, la funció de densitat pot no existir.

### Funció de distribució acumulada
La generalització de la funció de distribució acumulada de variables aleatòries reals a complexes no és òbvia perquè les expressions de la forma {\displaystyle P(Z\leq 1+3i)} no té sentit. Tanmateix expressions de la forma {\displaystyle P(\Re {(Z)}\leq 1,\Im {(Z)}\leq 3)} té sentit. Per tant, definim la distribució acumulada {\displaystyle F_{Z}:\mathbb {C} \to [0,1]} d'unes variables aleatòries complexes mitjançant la distribució conjunta de les seves parts real i imaginària:
{\displaystyle F_{Z}(z)=F_{\Re {(Z)},\Im {(Z)}}(\Re {(z)},\Im {(z)})=P(\Re {(Z)}\leq \Re {(z)},\Im {(Z)}\leq \Im {(z)})}

### Funció característica
La funció característica d'una variable aleatòria complexa és una funció {\displaystyle \mathbb {C} \to \mathbb {C} } definit per
{\displaystyle \varphi _{Z}(\omega )=\operatorname {E} \left[e^{i\Re {({\overline {\omega }}Z)}}\right]=\operatorname {E} \left[e^{i(\Re {(\omega )}\Re {(Z)}+\Im {(\omega )}\Im {(Z)})}\right].}

## Exemples

### Distribució uniforme

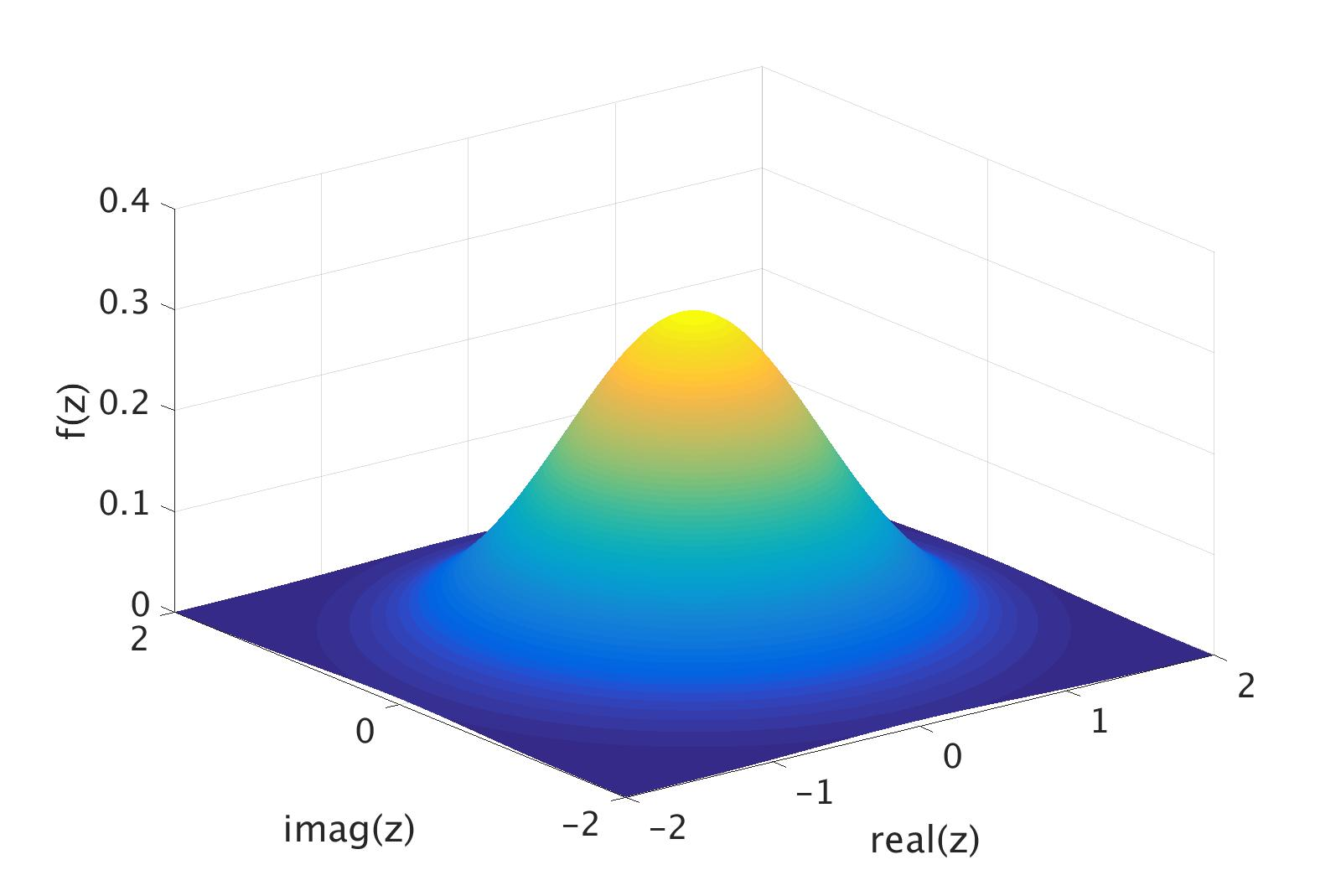
Gràfic de la funció de densitat de probabilitat d'una variable aleatòria gaussiana complexa.

Un altre exemple de variable aleatòria complexa és la distribució uniforme sobre el cercle unitari ple, és a dir, el conjunt {\displaystyle \{z\in \mathbb {C} \mid |z|\leq 1\}}. Aquesta variable aleatòria és un exemple de variable aleatòria complexa per a la qual es defineix la funció de densitat de probabilitat. La funció de densitat es mostra com el disc groc i la base blava fosc a la figura següent.

### Distribució normal complexa
Sovint es troben variables aleatòries gaussianes complexes a les aplicacions. Són una generalització senzilla de variables aleatòries gaussianes reals. El següent gràfic mostra un exemple de la distribució d'aquesta variable.